# Undertale Yellow
Undertale Yellow — компьютерная ролевая игра, выпущенная на Game Jolt для Microsoft Windows 9 декабря 2023 года, разработанная командой Team Undertale Yellow. Игра является фанатским приквелом к Undertale и рассказывает о ребёнке по имени Кловер (англ. Clover, букв. Клевер), обладающем жёлтой душой из Undertale, который отправляется в незнакомое путешествие на поверхность после попадания в подземный мир, населённый монстрами. Игра получила в целом положительные отзывы.

## Игровой процесс
Undertale Yellow — это ролевая игра, в которой используется механика игрового процесса, аналогичная Undertale. Игрок управляет ребёнком и исследует Подземелье, огромный подземный ландшафт, где ему приходится сражаться с монстрами и решать головоломки. Вместе с уже знакомыми локациями и персонажами из предшественника, игра предлагает множество новых областей и монстров. В бою игроку предоставляется выбор: победить монстров с помощью насилия или пацифизма. Выборы игрока как в бою, так и вне его влияют на развитие сюжета, тон игры и её сложность, подобно Undertale.
Во время сражений игрок управляет сердцем, представляющим душу человека, уклоняясь от атак противников в стиле bullet hell. В отличие от Undertale, цвет души не меняется по мере прохождения игры. Однако некоторые сражения с боссами вводят механики, изменяющие движение, способности и внешний вид души. В свой ход игрок может выбирать из опций FIGHT (битва), ACT (действие), ITEM (вещи) и MERCY (пощада). При выборе FIGHT появляются мишени вместо эллиптического узора из Undertale, но урон по-прежнему наносится точным нажатием кнопок. В остальном боевая система почти идентична предшественнику. За победу над врагами игрок получает монеты, но убийство врагов также приносит опыт (очки пыток), (EXP), повышающий УР — уровень радости (резни), (англ. LOVE). Однако выбор убить врагов вместо того, чтобы пощадить их, навсегда влияет на сюжетную линию и концовку игры.
Undertale Yellow включает несколько улучшений по сравнению с Undertale, таких как возможность бегать в открытом мире для быстрого перемещения. Игра также позволяет сразу же повторить попытку битвы с боссом с экрана Game Over, что не было доступно в Undertale. В настройках игры игроки могут использовать различные опции доступности, включая авто-бег, авто-ритм, авто-стрельба и «лёгкий режим», который повышает защиту игрока, уменьшая сложность игры.

## Сюжет
Действие Undertale Yellow разворачивается в мире Undertale, где монстры были заключены под горой Эботт магическим заклинанием после поражения в войне против людей. Спустя много лет король монстров Азгор собрал пять из семи человеческих душ, необходимых для разрушения барьера, отделяющего Подземелье от поверхности. История следует за ребёнком по имени Кловер, воплощающим черту «справедливости», который отправляется в Подземелье, чтобы расследовать исчезновение пяти людей. Провалившись через трещину в Руинах, он встречает Флауи, разумного цветка, который обучает игрока игровым механикам. Флауи сопровождает Кловера в его путешествии к замку Азгора, где Кловер может пересечь барьер и вернуться на поверхность. Поскольку Кловер не может самостоятельно сохранять свой прогресс, Флауи предлагает делать это за него.
Проходя через Подземелье, Кловер исследует множество новых локаций, включая ранее не виданные участки из Undertale. Они сталкиваются с многочисленными монстрами, такими как Далв — отшельник, живущий в Тёмных руинах; Мартлет — член Королевской Стражи, дислоцированной в лесу Сноудина; Старло — шериф Дикого Востока; Сероба — друг детства Старло и жена покойного Чуджина — бывшего учёного при Стимворксе; и Аксис — враждебный робот, проживающий в Стимворксе. Большинство монстров вступают в бой с Кловером, давая ему выбор: либо сражаться и, возможно, убить их, либо пощадить.
Сюжет игры меняется в зависимости от того, как игрок решает сражения с монстрами. Если игрок выбирает убить некоторых, но не всех монстров, он получает «нейтральную» концовку. Почти достигнув замка Азгора, Мартлет предлагает Кловеру остаться в Подземелье, гарантируя ему безопасность. Однако после согласия Кловера, Флауи убивает её, пронзая насквозь лозой. Разгневанный Флауи признаётся, что он манипулировал его путешествием, чтобы обеспечить прибытие Кловера к Азгору, украсть и поглотить человеческие души, пока король отвлекается. Поскольку его план провалился, он пытается поглотить душу Кловера во время кошмарного сражения в его сознании. Однако Флауи в конце концов устаёт от боя, понимая, что Кловер не собирается сдаваться. Разочарованный, он решает сбросить временную линию полностью, чтобы достичь лучшего результата в следующем прохождении, резко завершая игру.
Если игрок решает пощадить всех монстров, он получит концовку «пацифиста». Сероба сообщает, что её дочь Канако «пала» (в критическое состояние, в результате которого она впала в кому). Она сопровождает Кловера через Стимворкс, чтобы добраться в королевскую лабораторию и выяснить ситуацию с Канако. По пути их прерывает Старло, который подозревает мотивы Серобы. Выясняется, что Чуджин пытался создать сыворотку для усиления души, используя души человека и «Монстра-Босса», которую Сероба намеревалась усовершенствовать, используя души Канако и Кловера. Мартлет и Старло противостоят Серобе, пытаясь защитить Кловера, но она оказалась сильнее. Во время финальной битвы против Серобы Кловер узнаёт, что Канако пала, когда её мать попыталась проверить на ней сыворотку синей души. После поражения Серобы, она падает в отчаянии и просит Кловера прикончить её.
Если игрок убьёт Серобу, Старло злится на Кловера и уходит, а Мартлет сопровождает ребёнка в тронный зал замка, и игра заканчивается тем, что Азгор забирает его душу. 
Если пощадить Серобу, игрок получает концовку «истинного пацифиста», где она выражает раскаяние за свои действия, прежде чем помирится с остальными. Обдумав своё путешествие, Кловер решает пожертвовать своей душой, чтобы помочь освободить монстров. Во время титров Далв, Мартлет, Старло и Сероба пускают маленький плот со шляпой и револьвером Кловера вниз по реке, течение которой приносит их к мусорной свалке Ватерфолла. Позже душа Кловера слышит и отвечает на зов о помощи от «кого-то». Обе сцены связываются с событиями Undertale.

Если игрок убивает достаточно монстров, чтобы исчерпать счётчик убийств для каждой необходимой локации игры, он получает концовку «геноцида». На этом маршруте тон игры значительно меняется: саундтрек становится более зловещим, монстры исчезают из внешнего мира, а большинство главных боёв становятся более напряжёнными и сложными. Кроме того, Кловер проявляет всё более агрессивное и угрожающее поведение по мере развития сюжета, чему не рад Флауи, который всё больше осуждает своего "друга". Прежде чем Кловер достигает замка Азгора, Мартлет пытается остановить его, превращаясь в мощное существо с сывороткой из королевской лаборатории, но терпит поражение и умирает. После битвы Флауи случайно раскрывает свой план украсть человеческие души, и Кловер расстреливает коварный цветок. В тронном зале замка Азгор, в попытке уничтожить человека, обращается в прах от мощного луча, выпущенного из души Кловера, и игра заканчивается пересечением барьера Кловером в сопровождении пяти человеческих душ. Серьёзность событий в этой концовке делает её совершенно несовместимой с каноном Undertale.

## Разработка и выпуск
«Undertale» вдохновила многих на создание чего-то удивительного, и это - не исключение. После первого прохождения «Undertale» я лежал в постели, и идея почти случайно пришла мне в голову. Казалось, что детали идеально совпали, и затем я приступил к работе, как только мог.
Разработка Undertale Yellow началась после того, как Тоби Фокс, создатель Undertale, одобрил её после контакта с командой Team Undertale Yellow. Разработка игры длилась почти восемь лет (а точнее, 7 лет 10 месяцев). Игра, созданная на движке GameMaker Studio, была задумана писателем и композитором MasterSwordRemix. Официальное объявление о нём появилось в апреле 2016 года вместе с трейлером «Soonish» с неустановленной датой выхода. В ходе разработки несколько аниматоров, художников, композиторов и писателей присоединились к команде разработчиков Undertale Yellow, в конечном итоге сформировав команду из более чем двадцати человек. Хотя изначально планировалось выпустить в зиму 2022 года, в конечном итоге игра была выпущена 9 декабря 2023 года.
Undertale Yellow состоит из 135 саундтреков, многие из которых основаны на композициях из Undertale. Это вызвало споры по поводу использования в игре материалов, защищённых авторским правом. Себастьян Вольф, генеральный директор компании Materia Collective, которая лицензировала музыку Undertale, попросил показать «определённое разрешение, предоставленное Тоби 7 лет назад», которое позволяет команде разработчиков Undertale Yellow использовать музыку из Undertale. В ответ Фокс заявил, что в последнее время он не давал разрешения, но раскритиковал поведение Вольфа в ситуации как «крайне непрофессиональное». В качестве извинений он предложил пожертвовать 20 000 долларов в любимую благотворительную организацию командой Team Undertale Yellow — AbleGamers.

## Восприятие
Undertale Yellow была самой ожидаемой игрой на YouTube и получила в целом положительные отзывы после релиза, собрав около 350 000 загрузок за первый месяц. Перед её релизом Доминик Тарасон из Rock Paper Shotgun назвал Undertale Yellow своей «любимой незаконченной фанатской игрой». Уилл Нельсон из PCGamesN порекомендовал её фанатам Undertale, отметив, как Тоби Фокс начал с фанатской игры EarthBound, и заявив, что «видеть, как другая группа разработчиков завершает круг […], это просто поразительно». Алекс Франичек из RPGFan также похвалил игру, заявив, что «в некоторых отношениях [она] даже превосходит [Undertale]».